# 改心
《改心》是一部由雅丝敏·阿末（Yasmin Ahmad）執导的2008年马来西亚影片。该影片故事描述三位年轻人如何通过宗教以安慰他们失落的心魂。这是雅丝敏导演继《眼花》（Rabun）、《单眼皮》、《焦虑》（Gubra）和《穆克信》（Mukhsin）之后的第五部影片。

## 片名
「Muallaf」这个马来字眼泛指任何有意皈依伊斯兰教的非回教徒，就连该电影的英文译名，「The Convert」也很可能令人误解该电影描述一位非穆斯林如何皈依伊斯兰教。这部电影的故事内容则恰恰相反。
雅丝敏导演也承认之所以使用「Muallaf」这一字是要形容一位原本自小信奉天主教者，如何在被其父亲羞辱之后对其宗教失去信念，而遇上了两位姐妹花并对伊斯兰教有点认识之后，终于改变了心态返回家园，会见多年来求他回家的母亲。也之所以这部电影被取了中文译名为《改心》，而不是《皈依》。

## 故事
布莱恩·吴（Brian Goh）（Brian Yap 饰）是怡保一所中学的历史教师。他经常接到远在槟城老家母亲打来的电话，恳请他每周日回槟城陪她去做礼拜。但布莱恩总是以工作繁忙为由婉拒。
20岁的罗哈妮（莎莉花·阿玛妮 饰）和14岁的妹妹罗哈娜（莎丽华·阿丽莎 饰）是一对相依为命的姐妹，栖身于一间废弃的房屋。由于不堪忍受拥有拿督头衔的生父（拿督拉欣·拉沙里 饰）的虐待，她们离家出走。父亲虽然身为穆斯林，却经常出入酒吧并饮用啤酒，这在伊斯兰教中是被严格禁止的。她们已故的母亲曾是新加坡国立大学的讲师，并在临终前为罗哈妮留下了信托基金。考虑到罗哈娜尚需接受教育，罗哈妮深知依靠这笔基金生活并非长久之计，为了避免白天被父亲的保镖发现，她选择在夜间到酒吧打工。然而，罗哈妮当值期间常常向顾客劝诫饮酒的害处，甚至劝说一位顾客点矿泉水，此事被同事欣蒂无意中泄露，导致她被老板解雇。
这对姐妹有一个特别之处，便是喜欢经常引用各类经典的章节和语句，包括《可兰经》、《圣经》和《道德经》。妹妹罗哈娜尤甚，几乎要把周围的人逼疯，尤其是她的美术老师茜瓦。校长安东尼修士和布莱恩注意到了罗哈娜的这一特异之处，并登门拜访，以调查姐妹俩的家庭背景。布莱恩对此尤为着迷，更是对罗哈妮收藏的《古兰经》英文译本产生了浓厚的兴趣，并借来仔细研读。
布莱恩与这对姐妹的关系日渐亲密，两位成年人之间也开始分享彼此的过往。布莱恩12岁时，因在房间里阅读色情刊物被严厉的父亲发现，被父亲扒光衣服，载到路边，令其赤身裸体地站着，而他的母亲却爱莫能助。父母从小对他疼爱有加，但这次的羞辱经历，让布莱恩对基督教失去了信心。罗哈妮则是因为厌恶父亲经常违反宗教禁忌，无意中对父亲不敬，激怒了他，被他拖到浴室，用剃刀剃光了她的头发。然而两姐妹似乎并未因此消沉，仍然恪守着宗教的基本准则，每日祈祷，并相互探讨伊斯兰教义。她们甚至会在入睡前主动宽恕那些在白天伤害过她们的人，这或许是她们每天都能保持良好心态的原因。罗哈妮劝说布莱恩每周日陪伴母亲去做礼拜，但布莱恩似乎无动于衷。
直到有一天，姐妹俩的父亲出现在罗哈娜的学校，强行将她带走。罗哈妮随后追踪他们到了吉隆坡。临行前，罗哈妮拜托布莱恩帮忙照看房屋，并告诉他，如果她周五无法回来，便不必再等她。
周五那天，罗哈妮致电布莱恩，告知他父亲已经中风，而她想留下来照顾父亲。罗哈妮最后一次尝试劝说布莱恩回家探望母亲，布莱恩答应了。影片的最后一幕，布莱恩驾驶着老旧的汽车，飞快地驶向那间废弃的房屋。他敲了几下门，门开了，他走了进去。

## 演员
| 演员                                              | 角色           | 備註                               |
| ------------------------------------------------- | -------------- | ---------------------------------- |
| Brian Yap（起初命名为黄罗拔）                     | 布莱恩·吴      | 罗哈娜所念的学校的历史教师         |
| 莎莉花·阿玛妮 Sharifah Amani                      | 罗哈妮         | 罗哈娜的姐姐，20/21岁              |
| 莎莉花·阿莉莎 Sharifah Aleysha                    | 罗哈娜         | 罗哈尼的妹妹，14岁                 |
| 拿督拉欣·拉沙里 Datuk Rahim Razali                | 拿督           | 罗哈妮、罗哈娜的暴父               |
| 宁·白祖拉 Ning Baizura                            | 拿汀           | 罗哈妮、罗哈娜的继母               |
| 东尼·萨瓦里姆都 Tony Savarimuthu                  | 安东尼弟兄     | 罗哈娜所念的学校的校长兼天主教牧师 |
| 哈洁尔·费南德斯 Hazel Fernandez                   | 茜瓦老师       | 罗哈娜的美术教师                   |
| 杨雁雁                                            | 欣蒂           | 罗哈妮在酒吧的同事                 |
| 陈美玲（译音） Tan Mei Ling                       | 吴太太         | 布莱恩的母亲                       |
| 何宇恒（译音） Ho Yuhang                          | 拿督的私家侦探 | 拿督的私家侦探                     |
| 哈里斯·札卡利亚 Haris Zakaria                     | 布莱恩年幼时   | 布莱恩年幼时                       |
| 莎娜·莎菲札·慕沙法·沙 Shana Shafiza Muzaffar Shah | 美玲           | 躺在医院昏迷不醒的女孩             |

## 银幕上映
同如雅丝敏过去所指导的电影，《改心》的第一幕是不陌生的阿拉伯名词太斯米。唯独这次不同的是该名词则是以中文字书写，即「奉大仁大慈真主的尊名」。据资料所知，雅丝敏的下一部电影《歌舞竟艺》将会以淡米尔文展示太斯米这名词。
同《单眼皮》一样，《改心》先在新加坡上映，而不是马来西亚。但不同的是，《改心》因为被马来西亚影片审查局要求将关键的片段切割，而此举将导致该故事失去代表性，因此可能无法在马来西亚上映。该电影在新加坡从2008年11月27日上映四个星期至圣诞节平安夜，创下了超过《单眼皮》的票房。

## 国际影坛上的表现

### 奖项
- 第廿一东京国际电影节（2008年10月18至26日）~ 最佳亚洲、中东影片特别奖

### 入围
- 第六十一届洛迦诺国际电影节（2008年8月6至16日）
- 第十三届釜山国际电影节（2008年10月2至10日）
- 阿姆斯特丹 Rialto 电影节—新马来西亚电影

## 电影中所提的宗教经文
| 章节                                              | 经文 | 章节或经文被提的片段                                                                                                 |
| 可兰经                                            | 可兰经 | 可兰经 |
| ------------------------------------------------- | --- | --- |
| 第105章 《象》 Al-Fil 第1节                       | 难道你不知道你的主怎样处治象的主人们吗？ | 罗哈娜被茜瓦老师鞭打时不断喊出章节的代号。                                                                           |
| 第108章 《多福》 Al-Kauther 第3节                 | 怨恨你者，确是绝后的。 | 当布莱恩载送罗哈娜回家路上时，告诉对方茜瓦老师所可能面对的后果，罗哈娜说出了章节的代号。                             |
| 第24章 《光明》 An-Nur 第31节                     | 你对信女们说，叫她们降低视线，遮蔽下身，莫露出首饰，除非自然露出的，叫她们用面纱遮住胸瞠，莫露出首饰，除非对她们的丈夫，或她们的父亲，或她们的丈夫的父亲，或她们的儿子，或她们的丈夫的儿子，或她们的兄弟，或她们的弟兄的儿子，或她们的姐妹的儿子，或她们的女仆，或她们的奴婢，或无性欲的男仆，或不懂妇女之事的儿童；叫她们不要用力踏足，使人得知她们所隐藏的首饰。信士们啊！你们应全体向真主悔罪，以便你们成功。 | 当罗哈妮说：“至少我们还穿得像样。”时，罗哈娜说出了该章节的代号。（当时两姐妹正穿着女性回教徒礼拜衣服。）             |
| 第16章 《蜜蜂》 An-Nahl 第41节                    | 在被压迫之后，为真主而迁居者，我在今世誓必使他们获得一个优美的住处，后世的报酬是更大的，假若他们知道。 | 当罗哈妮解释她们两姐妹为何离开家园而说：“我不认为我们是离家出走，而是逃往寻找安居。”时，罗哈娜说出了该章节的代号。   |
| 第2章 《黄牛》 Al-Baqara 第62节                   | 信道者、犹太教徒、基督教徒、拜星教徒，凡信真主和末日，并且行善的，将来在主那里必得享受自己的报酬，他们将来没有恐惧，也不忧愁。 | 罗哈娜与罗哈妮同布莱恩享用印度煎饼早餐时，说出了该章节。                                                             |
| 第4章 《妇女》 An-Nisa 第43节                     | 信道的人们啊！你们在酒醉的时候不要礼拜，直到你们知道自己所说的是甚么话；除了过路的人以外，在不洁的时候不要入礼拜殿，直到你们沐浴。如果你们有病，或旅行，或入厕，或性交，而不能得到水，那末，你们可趋向洁净的地面，而摩你们的脸和手。真主确是至恕的，确是至赦的。 | 罗哈妮与妹妹正讨论翻译员与宗教司对可兰经的全市有不同的看法时，说出了该章节。                                         |
| 第24章 《光明》 An-Nur 第37节                     | 是若干男子。商业不能使他们疏忽而不记念真主、谨守拜功和完纳天课，他们畏惧那心乱眼花的日子。 | 罗哈娜与姐姐离开到附近的回教堂祈祷之前对布莱恩说出了章节代号。                                                       |
| 第2章 《黄牛》 Al-Baqara 第286节                  | 真主只依各人的能力而加以责成。各人要享受自己所行善功的奖赏，要遭遇自己所作罪恶的惩罚。「我们的主啊！求你不要惩罚我们，如果我们遗忘或错误。求你不要使我们荷负重担，犹如你使古人荷负它一样。我们的主啊！求你不要使我们担负我们所不能胜任的。求你恕饶我们，求你赦宥我们，求你怜悯我们。你是我们的保佑者，求你援助我们，以对抗不信道的民众。」                                                                       | 此经文是第2章最后一节的经文。罗哈妮曾将该章节诵读给躺在医院昏迷不醒的美玲。                                          |
| 第104章 《诽谤者》 Al-Humazah 第3节               | 他以为他的财产，能使他不灭。 | 布莱恩与罗哈妮在看着罗哈娜学跆拳道时说：“我从不喜欢与我的钱分离。”，而罗哈妮则说出该章节代号为回答。                 |
| 第109章 《不信道的人们》 Al-Kafiroon 第6节        | 你们有你们的报应，我也有我的报应。 | 罗哈尼与布莱恩谈起布莱恩怎么对基督教失去信心时说出了该章节的代号。                                                   |
| 第110章 《援助》 An-Nasr 第1至第3节               | 当真主的援助和胜利降临，而你看见众人成群结队地崇奉真主的宗教时，你应当赞颂你的主超绝万物，并且向他求饶，他确是至宥的。 | 罗哈妮在罗哈娜被其父亲抢走之后，罗哈妮追随他们到吉隆坡并致电给布莱恩报平安。罗哈妮在谈话中说出了该章节的代号。       |
| 圣经                                              | | |
| 《马太福音》 Matthew 第5章 第4节                  | 哀恸的人有福了！因为他们必得安慰。 | 罗哈娜在茜瓦老师屡次告诉她：“你的妈妈已经过世了，不要再哀悼了！”时，说出了该章节的经文。                             |
| 《哥林多前书》 Corinthians 第13章 第2节           | 我若有先知讲道之能、也明白各样的奥秘、各样的知识。而且有全备的信、叫我能够移山、却没有爱、我就算不得什么。 | 罗哈娜在听到布莱恩和罗哈妮的对话时说出章节的代号。                                                                   |
| 《哥林多前书》 Corinthians 第13章 第4节 至 第10节 | - 爱是恒久忍耐、又有恩慈。爱不是嫉妒，爱不是自夸，不张狂。 - 不做害羞的事，不求自己的益处，不轻易发怒，不计算人的恶。 - 不喜欢不义，只喜欢真理。 - 凡事包容，凡事相信，凡事盼望，凡事忍耐。 - 爱是永不止息，先知讲道之能、终必归于无有，说方言之能、终必停止、知识也终必归于无有。 - 我们现在所知道的有限、先知所讲的也有限。 - 等那完全的来到、这有限的必归于无有了。                                           | 罗哈娜在听到布莱恩和罗哈妮的对话时说出章节的代号。                                                                   |
| 圣奥古斯丁《忏悔录》                              | | |
| 第8卷 第7章                                       | 请你赏赐我纯洁和节制，但不要立即赏给。 | 罗哈妮正向安东尼弟兄解释她在酒吧的工作是暂时性的时，罗哈娜说出了该章节。                                             |
| 道德经                                            | | |
| 第6章                                             | 谷神不死，是谓玄牝。 | 罗哈娜在茜瓦老师屡次告诉她：“你的妈妈已经过世了，不要再哀悼了！”时，说出了该章节的经文。                             |
| 第81章                                            | 信言不美，美言不信。 | 罗哈娜在茜瓦老师屡次告诉她：“你的妈妈已经过世了，不要再哀悼了！”时，说出了该章节的经文。                             |
| 第43章                                            | 天下之至柔，驰骋天下之至坚。 | 两姐妹在入睡前习惯原谅每个在白天时伤害她们的人。在某一个晚上这样做时，罗哈妮问了罗哈娜这一个问题。罗哈娜回答：“水”。 |
| 第25章                                            | 有物混成，先天地生。 | 罗哈娜所念的学校的其中一位教师，叶老师，问了罗哈娜该经文。                                                           |

注： 电影中所提到的其中一个文句并不源自任何宗教经文，即
"And so you see I have come to doubt （而你见我已开始怀疑）
All that I once held as true （我以前所相信的一切）
I stand alone without beliefs （我无奉信仰独自地站着）
The only truth I know is you （我所知的唯一事实是你）"
其实是源自于保罗·西蒙 (Paul Simon) 和阿特·加凡科 (Art Garfunkel) 的歌曲《Kathy's Song》。其歌词是在布莱恩和罗哈妮在车子的谈话中被提起。

## 批評
沙莉花·阿玛妮在电影中的角色罗哈妮被迫剃光头一事，引起马来西亚当地的回教宗教司种种负面批评，指女性回教徒剃光头是伊斯兰教的禁忌。

## 有关电影的评论及导演的访问
新加坡 
- razorTV 关于《改心》与雅丝敏导演的访问（上）
- razorTV 关于《改心》与雅丝敏导演的访问（下）
- MOVIEXCLUSIVE.COM （页面存档备份，存于）
- 《联合早报》 (2008年11月24日): 马国电影《皈依》男主角原属意光良
- 《联合早报》 (2008年11月28日): 《改心》马来姐妹花逃家
- 《TODAY》 (2008年11月29日): 《改心》引起了回响

印度尼西亚 
- RUMAH FILM: Saya Membuat Film Karena Ingin Memahami Tuhan
(我制作电影是因为我要了解上帝)
- RUMAH FILM: Muallaf: Brian dan Sepasang Gadis Ronin (《改心》：布莱恩与离家姐妹花)